# Koń sztumski
Koń sztumski – najcięższy typ koni zimnokrwistych hodowanych w Polsce w wyniku krzyżowania koni miejscowych z zachodnioeuropejskimi reproduktorami, głównie reńsko-belgijskich i belgijskich w rejonie Powiśla, Warmii i Mazur. Głównie używany przez miejscowych rolników do prac na ciężkich i trudnych do uprawy glebach.
Konie sztumskie wytworzono w wyniku odpowiedniej selekcji z ciężkich stępaków jako konie pośpiesznorobocze średniej masy, o nadzwyczaj wydajnym kłusie. Powinny być one w dalszym ciągu wykorzystywane do prac polowych, szczególnie w gospodarstwach ekologicznych i agroturystycznych oraz do prac pielęgnacyjnych i transportowych w lasach i na terenach o wysokich walorach przyrodniczych.
Koń sztumski charakteryzuje się dużą ale proporcjonalną do masy ciała głową, o prostym profilu, czasami z tendencją do garbonosego, małym, ale żywym okiem, małymi, ruchliwymi uszami, umięśnioną i szeroką szyją, szeroką piersią z mocną kłoda z krótką linią grzbietu. Zad powinien być bardzo dobrze umięśniony. Kończyny szeroko ustawione, mocne, nieco limfatyczne, o krótkich nadęciach a kopyta mocne, szerokie i proporcjonalne do masy ciała. Osiągają wysokość w kłębie: klacze – 155–165 cm, obwód klatki piersiowej powyżej 200 cm, obwód nadpęcia 24–27 cm; ogiery – wysokość w kłębie 159–169 cm, obwód klatki piersiowej powyżej 210 cm, obwód nadpęcia 26–30 cm.
W celu zachowania szczególnych cech użytkowych, będących częścią dziedzictwa kulturowego północnej Polski, uruchomiono program ochrony populacji. Hodowcy otrzymują dopłaty roczne do hodowlanych osobników. Konie skierowane do programu muszą przejść próbę dzielności oraz zmieścić się w tabelach pomiarów wysokości w kłębie, obwodu klatki piersiowej oraz nadpęcia. Sprawdza się również charakter oraz czy można podnieść nogę, co jest niezbędne do pielęgnacji kopyt.